# EBASEBALLプロリーグ
eBASEBALLプロリーグ（イー ベースボール プロリーグ）は、競技タイトルに実況パワフルプロ野球シリーズを使用した、一般社団法人日本野球機構と株式会社コナミデジタルエンタテインメントの共催により2018年に発足したプロ野球eスポーツリーグである。

## 概要

### プロリーグの概要
プロ野球12球団がeドラフト会議でプレイヤーを指名してチームを結成し、実際のプロ野球と同様にセントラル・リーグとパシフィック・リーグに分かれてeペナントレースを戦い、リーグ優勝を争う。

各リーグの3位以上の球団で戦うeクライマックスシリーズを勝ち抜いた両リーグの代表球団がe日本シリーズで日本一の座を争う。

2018年7月19日にリーグ発足を発表した。
なお、2020年シーズンのオフィシャルスポンサーとして大正製薬、日本コカ・コーラ、SMBC三井住友銀行、ローソンの4社が担当する。

### 選手の選考
12球団は、自チームの前シーズン契約を結んだプロゲーマー4人（2018-19シーズンのみ3人）のうち、最大2人に契約継続が出来る。
その以外のプロゲーマーは、7-8月にかけてプロテストと呼ばれるオーディション（プロゲーマー間の対戦と、そこでの成績上位者の最終面接）を行い、そこでの通過者（約40人）と、前回日本一球団の契約継続しなかった者などオーディション免除者（約2-3人）が、eドラフト会議にかけられる。前年度から契約を継続された者を含む48人を12球団それぞれ4人ずつに振り分けて新シーズンのリーグ戦に臨む。
eドラフト会議の形式は、3巡目まで入札抽選（ただし契約継続者があった球団は、契約継続者数と同じ巡目数の指名権を喪失した）、4巡目のみウェイバー方式を採用していた。なお、ドラフト対象であれば前シーズン以前の自チームの契約継続しなかったプロゲーマーても指名可能。

### eペナントレース
以下は2020-21シーズンの試合方式（決勝トーナメントも同文）。
- 全7カードを構成しており、セ・パそれぞれのリーグ戦15試合（チームごと3試合、計5カード）と、2019-20シーズンより導入されたセ・パe交流戦6試合(チームごと1試合、前半・後半2カード扱い)計21試合を行う。
- 個人戦の形式で、カードごと各チームのプロゲーマー3人に指定され対戦が行われた。
- リーグ戦はホーム&アウェー&セントラル方式で、それぞれのホームスタジアムと、ゲームオリジナル球場「クラウンスタジアム」での開催となる。交流戦のすべての試合はクラウンスタジアムでの開催となる。
- ペナントモードなど同様、投手のスタミナ消耗を反映する（eペナントレース終了時にリセットされる）。
- 支配下登録選手に加え、同チームの監督・コーチとして所属しているOB選手のうち3人に指定され、eペナントレース間でのみ起用可能。ただし、OBごと2回までしか出場できません（ベンチ入りだけは出場として扱わない）。
- 使用するソフトはPS4版「eBASEBALLパワフルプロ野球2020」をベースにした専用ソフトで、OB以外の選手データは2020年の実際のリーグ戦の終了時のデータを反映する。
- 全21試合の成績によるリーグ別の順位のほか、e交流戦の優勝チーム、プレイヤーも表彰される。

### 決勝トーナメント
リーグ戦21試合終了時点において、各リーグの上位3チームずつ・6チームによって決勝トーナメントを行う。

#### eクライマックスシリーズ
eクライマックスシリーズはペナントレース1位チームがリーグファイナルステージ（準決勝）にシードされ、2位と3位の間で行うリーグファーストステージ（1回戦）が、1位チームへの挑戦権をかけて対戦。このトーナメントでリーグ1位になったチームがe日本シリーズ（決勝）に進出する。なお、この大会の正式名称はコカ・コーラｅクライマックスシリーズである。
- ファースト・ファイナルとも9イニング制・延長戦・コールドゲームなし。（同点の場合は引き分けとする）。
- 3人1組・3イニングごとの交代という形式で対戦が行われた。また、ファイナルステージではチームメイトの入れ替えが必要となる。
- 実際のクライマックスシリーズと同じリーグ戦上位チームでのホーム開催となる。
- 3戦2勝制（2018-19シーズンはファーストステージが1戦1勝制、ファイナルステージが2戦2勝制で1位チームに1勝のアドバンテージ）。成績タイ（1勝1分け1敗、ないしは3引き分け）であるときは、リーグ戦上位チームの勝ち抜け扱いとみなす。

#### e日本シリーズ
セ・パのeクライマックスシリーズ優勝チームが、日本一をかけての決勝戦を行う。なお、この大会の正式名称はSMBCe日本シリーズである（SMBCは三井住友銀行の愛称）。
- 9イニング制（延長10回以降タイブレーク）・コールドゲームなし。
- すべての試合はクラウンスタジアムでの開催だったが、実際の日本シリーズ同様パ・リーグチームは後攻の場合DH制を採用となる。1試合ごとに先攻・後攻（とDH制の有無）の入れ替えを行う。
- プロゲーマーはeCSと同じく1試合につき3イニングごとの交代、1試合ごとのメンバー変更制。
- 3戦2勝制で、先に2勝したチームが日本一となる（2018-19シーズンは1戦1勝制）。

## 過去の優勝チーム

### ペナントレース
- 2018-19シーズン
  - セ・リーグ　横浜DeNAベイスターズ（15試合　10勝5敗）
  - パ・リーグ　埼玉西武ライオンズ（15試合　13勝2敗）
- 2019-20シーズン
  - セ・リーグ　東京ヤクルトスワローズ（21試合　10勝8敗3分）
  - パ・リーグ　千葉ロッテマリーンズ（21試合　12勝6敗3分）
  - 交流戦　千葉ロッテマリーンズ（6試合　5勝0敗1分）
- 2020-21シーズン
  - セ・リーグ　横浜DeNAベイスターズ（21試合　11勝5敗5分）
  - パ・リーグ　福岡ソフトバンクホークス（21試合　13勝5敗3分）
  - 交流戦　千葉ロッテマリーンズ（6試合　4勝1敗1分）

### eクライマックスシリーズ
- 2018-19シーズン
  - セ・リーグ　横浜DeNAベイスターズ
    - 1st 広島東洋カープ 0-1 読売ジャイアンツ
    - ファイナル　横浜DeNAベイスターズ 2-0 読売ジャイアンツ　※アドバンテージを含む

  - パ・リーグ　埼玉西武ライオンズ
    - 1st 福岡ソフトバンクホークス 1-0 北海道日本ハムファイターズ
    - ファイナル　埼玉西武ライオンズ 1-0 福岡ソフトバンクホークス（引き分けにより西武優勝となる）※アドバンテージを含む
- 2019-20シーズン
  - セ・リーグ　読売ジャイアンツ
    - 1st 読売ジャイアンツ 2-1 中日ドラゴンズ
    - ファイナル　東京ヤクルトスワローズ 0-2 読売ジャイアンツ

  - パ・リーグ　千葉ロッテマリーンズ
    - 1st オリックス・バファローズ 2-0 東北楽天ゴールデンイーグルス
    - ファイナル 千葉ロッテマリーンズ 2-0 オリックス・バファローズ
- 2020-21シーズン
  - セ・リーグ　
    - 1st 阪神タイガース 0-2  読売ジャイアンツ
    - ファイナル　横浜DeNAベイスターズ 1-1 読売ジャイアンツ（引き分けによりDeNA優勝となる）

  - パ・リーグ　
    - 1st オリックス・バファローズ 2-0 埼玉西武ライオンズ
    - ファイナル 福岡ソフトバンクホークス 1-1 オリックス・バファローズ（引き分けによりソフトバンク優勝となる）

### e日本シリーズ
- 2018-19シーズン　埼玉西武ライオンズ
  - 埼玉西武ライオンズ 1-0 横浜DeNAベイスターズ／優勝決定時の実況アナ・清水久嗣
- 2019-20シーズン　読売ジャイアンツ
  - 読売ジャイアンツ 2-0 千葉ロッテマリーンズ／優勝決定時の実況アナ・槙島範彦
- 2020-21シーズン　福岡ソフトバンクホークス
  - 福岡ソフトバンクホークス 2-0 横浜DeNAベイスターズ／優勝決定時の実況アナ・清水久嗣